# Combined Task Force 150

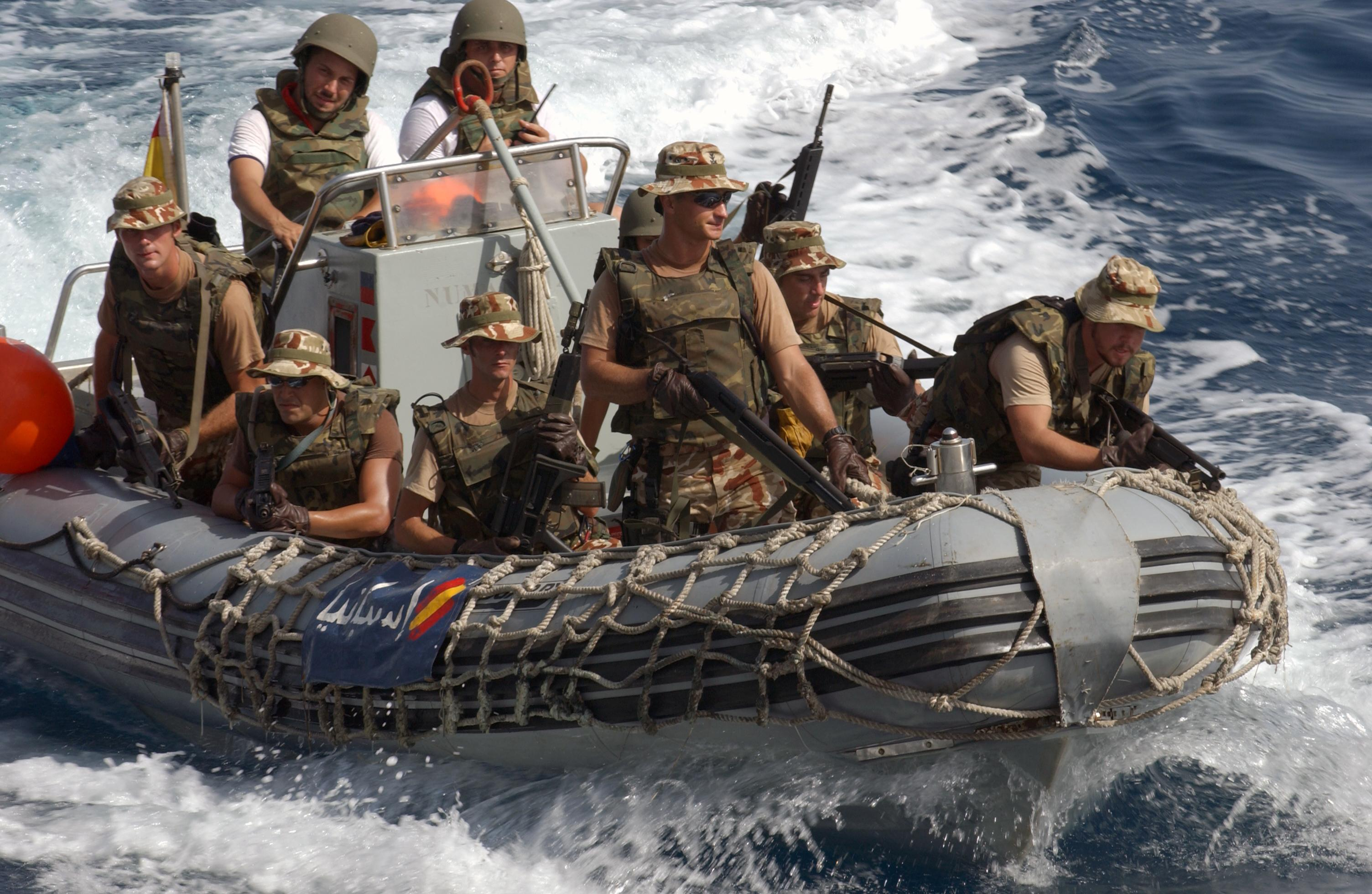
Equip de la marina espanyola el 2004.

Combined Task Force 150 (CTF-150) és una força operacional naval basada en una coalició multinacional operativa des de novembre de 2002. Té la base a Djibouti. Està coordinada amb una partida de navilis de la cinquena flota dels Estats Units.
Aquesta força va ser creada per tal de supervisar, inspeccionar i detenir als sospitosos de terrorisme. Efectua les operacions en el nord de la mar d'Aràbia i en l'oceà índic. També actua en la guerra civil somali perseguint la pirateria marítima. Les seves activitats estan qualificades d'operacions de seguretat marítima (ASM).

## Països participants en algun moment
- Alemanya
- Canadà
- Marina dels Estats Units d'Amèrica
- França (Marina nacional)
- Paquistan
- Royal Navy del Regne Unit
- Austràlia
- Espanya
- Itàlia
- Països Baixos
- Nova Zelanda
- Portugal
- Turquia.

El comandant de la task force es nomena en rotació entre els diferents exèrcits dels països. La flota es compon de 14 a 15 navilis. .

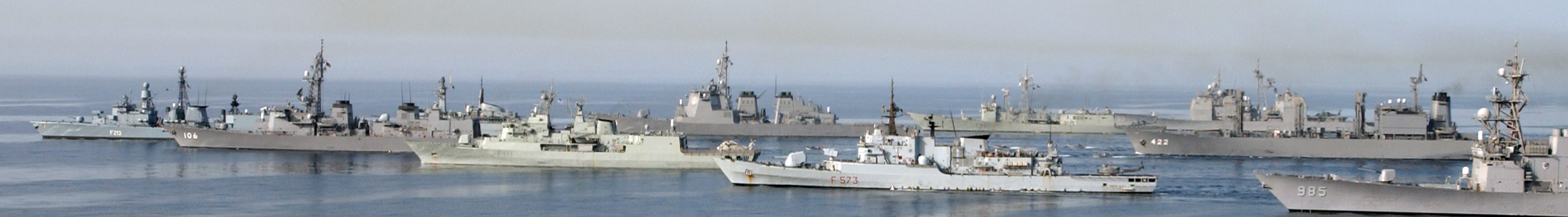
La TF 150 el 2004